# Arvan
L’Arvan est une rivière française (torrent) du département de la Savoie, en région Auvergne-Rhône-Alpes, en ancienne région Rhône-Alpes et est un affluent de l'Arc à Saint-Jean-de-Maurienne, donc un sous-affluent du Rhône par l'Isère.

## Géographie

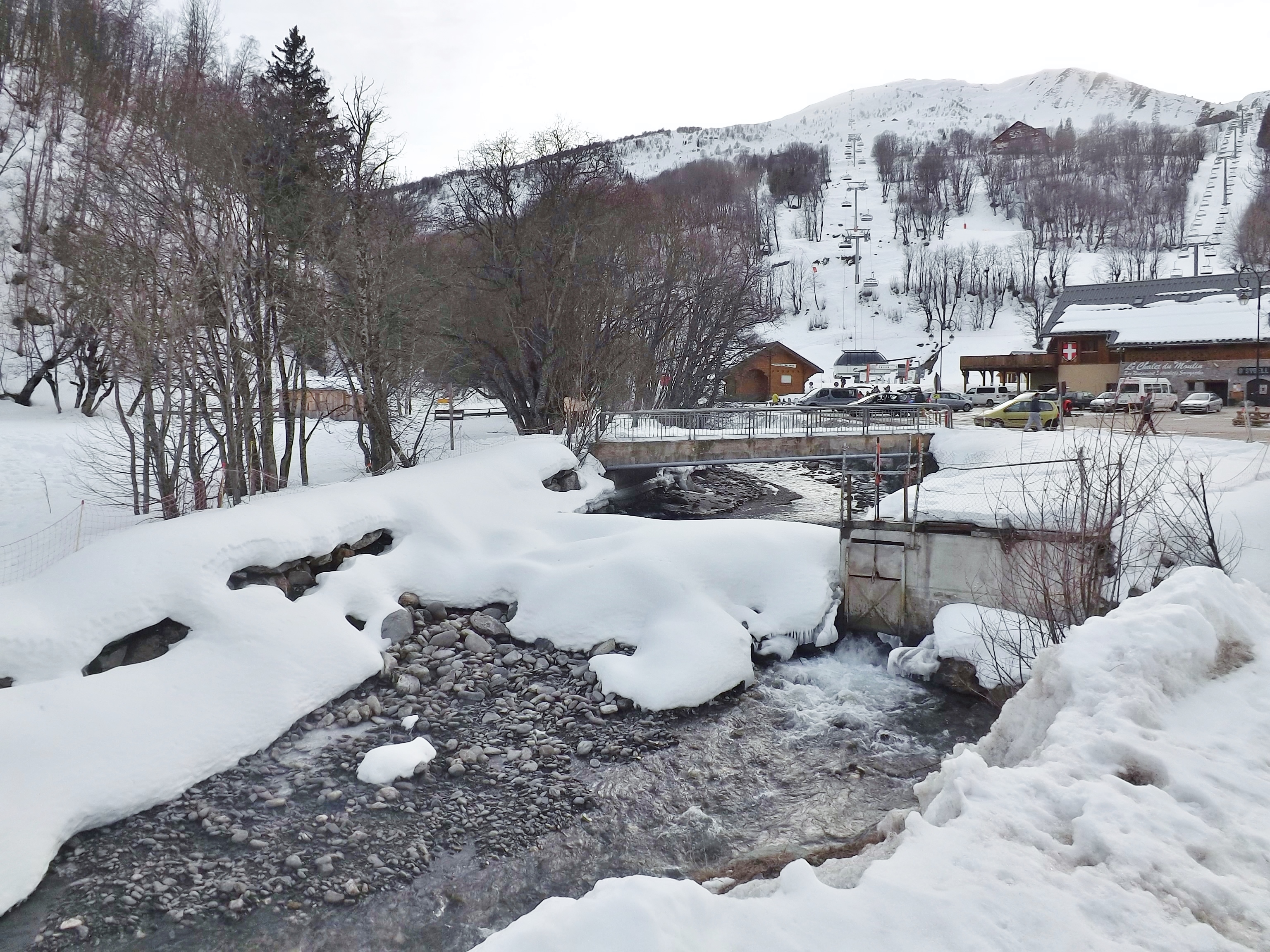
L'Arvan près de sa source au pied des pistes de Saint-Sorlin-d'Arves.

De 29,9 km de longueur, l'Arvan prend sa source près du col de la Croix-de-Fer, sur la commune de Saint-Jean-d'Arves, à 2 593 mètres d'altitude, sous la cime des Torches (2 958 m) dite aussi le Grand Agnelin. Il s'appelle aussi sur cette partie haute le ruisseau du Féon puis le torrent l'Arvettaz.
L'Arvan coule globalement du sud-ouest vers le nord-est.
Il conflue dans l'Arc, en rive gauche, sur la commune de Saint-Jean-de-Maurienne, à 527 m d'altitude, juste en face d'Hermillon.

### Communes et cantons traversés
Dans le seul département de la Savoie (73), l'Arvan traverse les cinq communes, suivantes, de l'amont vers l'aval, Saint-Sorlin-d'Arves, Saint-Jean-d'Arves, Albiez-Montrond, Fontcouverte-la-Toussuire, Saint-Jean-de-Maurienne.
Soit en termes de cantons, l'Arvan prend source dans le canton de Saint-Jean-de-Maurienne, le tout dans l'arrondissement de Saint-Jean-de-Maurienne.

### Bassin versant
L'Arvan traverse une seule zone hydrographique « l'Arvan » (W105) de 223 km2 de superficie. Ce bassin versant est constitué à 88,13 % de « forêts et milieux semi-naturels », à 10,16 % de « territoires agricoles », à 1,63 % de « territoires artificialisés ».

## Affluents
L'Arvan a pour principal affluent l'Arvette et a vingt tronçons affluents référencés :
- le ruisseau des Forces (rg),
- le ruisseau de Pravel (rd),
- le ruisseau du Ferrand (rg), avec un affluent :
  - le ruisseau de la Valette (rg),
- le ruisseau du Coin Oursin (rg),
- la Pichère (rg),
- le ruisseau du Pré de Lore (rd),
- le ruisseau de l'Alpettaz (rg),
- le Rieu Froid (rg), avec deux affluents et de rang de Strahler trois.
- le ruisseau de la Combe des Mottes (rg), avec deux affluents :
  - le ruisseau du Banc (rd),
  - le ruisseau du Merderel (rg),
- le ruisseau de la Ville (rg),
- le ruisseau de l'Eglise (rg), avec un affluent :
  - le ruisseau du petit Corbier (rd),
- le ruisseau du Chausset (rd),
- le ruisseau de la Côte Sainte (rd),
- le ruisseau de la Buffe (rg),
- le Biaz de La Croix (rg),
- le Rieu Bouchard ou ruisseau de Cocodin (rd), 4,7 km sur la seule commune de Saint-Jean-d'Arves, avec un affluent et de rang de Strahler trois :
  - le ruisseau de la Frédière (rd), avec un affluent :
  - le ruisseau du Plan Rieu (rd),
- le torrent de la Louvière (rd),
- le Ravin de l'Eglise (rg),
- l'Arvette (rd), 10,8 km sur la seule commune de Saint-Jean-d'Arves avec huit affluent et de rang de Strahler trois.
- le ruisseau de Pradin (rd), avec six affluents :
  - le ruisseau de l'Olietaz,
  - le ruisseau des manches,
  - le ruisseau des Mulatières,
  - le ruisseau de Montplat,
  - le ruisseau d'Outre l'Eau,
  - le ruisseau de Bon Ventre,
- le Rieu Gilbert (rd), avec sept affluents et de rang de Strahler trois :
- le ruisseau de Très Crêt (rd),
- le Merderel ou ruisseau de Taraveray (rg), 5,2 km sur trois communes avec quatre affluents et de rang de Strahler quatre
- le torrent du Merderel (rd), avec deux affluents et de rang de Strahler trois :
  - le ruisseau des Routes,
  - le ruisseau de Bonvillard, avec un affluent :
    - le ruisseau de Chambret,
- le ruisseau de la Cure (rg), avec un affluent et de rang de Strahler trois :
  - le Bonrieu, 
    - le torrent de Béranger,
    - le torrent de la Vardaz,
    - le ruisseau de la Combe des Moulins,

Donc son rang de Strahler est de cinq.

## Hydrologie
L'Arvan a été observé à la station W1055020 - l'Arvan à Saint-Jean-d'Arves (La Villette), pour un bassin versant de 58 km2.

### L'Arvan à Saint-Jean-d'Arves
L'Arvan a été observé à la station W1055010 - l'Arvan à Saint-Jean-d'Arves (Entraygues), pour un bassin versant de 145 km2 et à 1 233 m d'altitude.
Le module ou moyenne annuelle de son débit est à Saint-Jean-d'Arves de 3,38 m3/s.

### Étiage ou basses eaux
Son débit d'étiage QMNA lors d'une quinquennale sèche a été calculé à 0,742 m3/s (calcul sur huit ans), soit 22 % du module.

### Crues
Lors de grandes pluies, l'Arvan se met en crue; la dernière crue fut le 26 mai 2008, mais la plus grave en 1993

### Lame d'eau et débit spécifique
Son débit spécifique est donc de 23,3 l/s/km2 de bassin à Saint-Jean-d'Arves sur 50 % du bassin en gros 65 % du bassin versant.

## Hydronymie
Arvan est un hydronyme qui trouve son origine dans le mot celtique *Aturava, qui est un diminutif féminin de la racine préceltique *atur- qui désigne une « rivière », associée à la racine indo-européenne *er-, or-, qui signifie « bouger ». Il s'agit d'un équivalent en vieux français de l'accusatif latin du mot Arve (anciennement Arua, Arwa, ou Arva au XIe siècle).
La rivière est mentionnée au XIe siècle avec Rivulus que vocatur Arva, ou XIIe siècle avec via qua itur versus Arvanum.

## Aménagements et écologie

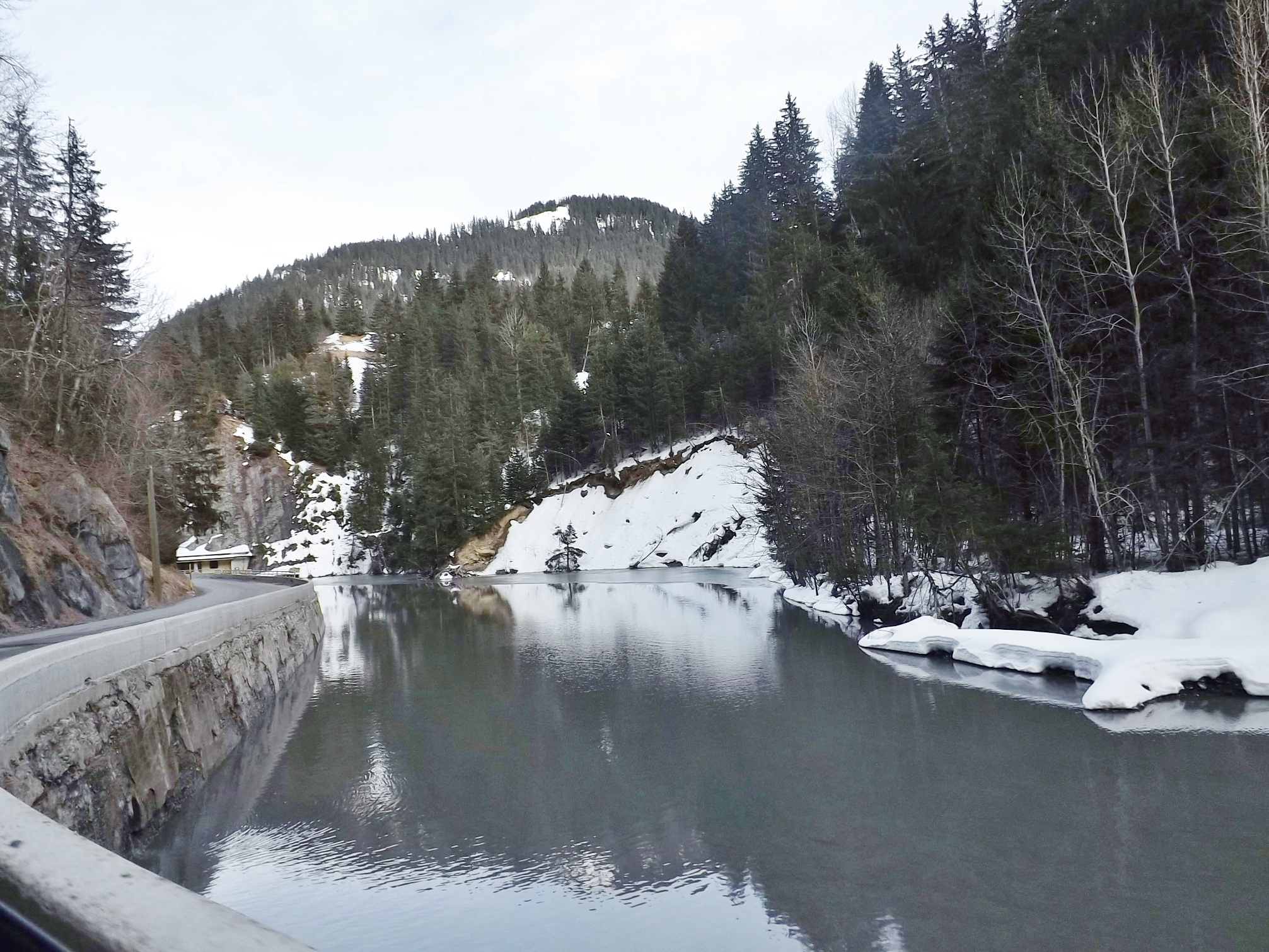
Vue du barrage sur la rivière Arvan sur la commune de Saint-Jean-d'Arves (hiver 2015).

Un barrage est établi à l'est de la commune de Saint-Jean-d'Arves et à 100 mètres à l'ouest de la commune Albiez-Montrond et à 1 213 m d'altitude (45° 11′ 47″ N, 6° 18′ 03″ E).